# Dictator roman
În Republica Romană, la vreme de război se numea un dictator, un magistrat căruia i se încredințau puteri extraordinare. 
Vechea denumire era magister populi. Acesta beneficia de drepturi nelimitate, imperium fără a fi silit să dea socoteală și fără coleg de funcție, pentru o perioadă  maximă de 6 luni. Dictatorul îl numește pe ajutorul său, comandantul cavaleriei, magister equitum.
Primul dictator a fost Aulus Postumius Albinus, în primul deceniu din secolul al V-lea î.Hr. Funcția de dictator a fost abolită în anul 202 î.Hr., atribuțiile sale fiind preluate de senatori. În anii următori titlul de dictator a continuat să fie folosit, dar numai simbolic.
Conotația negativă a termenului a apărut mai tîrziu. (V. dictatură.)